# Liga Asobal 2003-04
La Liga Asobal 2003-04 se desarrolló con un total de 16 equipos participantes, enfrentándose todos contra todos a doble vuelta. Los dos equipos que ascendieron este año a la liga fueron el SD Octavio Vigo y JD Arrate.
El defensor del título, el FC Barcelona, terminó en segundo lugar en la clasificación final, tras ceder cinco derrotas y un empate, mientras que el BM Ciudad Real perdió dos partidos menos, por primera vez en su historia campeón de la liga española. El Barcelona y el Portland San Antonio, como segundo y tercero respectivamente, se clasificaron junto al Ciudad Real para la siguiente edición de la Liga de Campeones de la EHF.

## Clasificación
| Pos | Equipo                        | J  | G  | E | P  | GF  | GC  | Dif  | Pts |
| --- | ----------------------------- | -- | -- | - | -- | --- | --- | ---- | --- |
| 1   | BM. Ciudad Real               | 30 | 26 | 1 | 3  | 885 | 697 | 188  | 53  |
| 2   | F.C. Barcelona                | 30 | 24 | 1 | 5  | 953 | 791 | 162  | 49  |
| 3   | Portland San Antonio Pamplona | 30 | 23 | 3 | 4  | 878 | 787 | 91   | 49  |
| 4   | Caja España Ademar León       | 30 | 23 | 1 | 6  | 921 | 755 | 166  | 47  |
| 5   | C.BM. Valladolid              | 30 | 21 | 2 | 7  | 912 | 820 | 92   | 44  |
| 6   | BM. Altea                     | 30 | 17 | 2 | 11 | 781 | 778 | 3    | 36  |
| 7   | C.BM. Granollers              | 30 | 14 | 3 | 13 | 798 | 788 | 10   | 31  |
| 8   | S.D. Teucro Pontevedra        | 30 | 13 | 3 | 14 | 794 | 850 | –56  | 29  |
| 9   | C.B. Cantabria Santander      | 30 | 12 | 2 | 16 | 783 | 809 | –26  | 26  |
| 10  | BM. Ciudad de Almería         | 30 | 9  | 1 | 20 | 737 | 809 | –72  | 19  |
| 11  | C.D. Bidasoa Irún             | 30 | 7  | 4 | 19 | 750 | 805 | –55  | 18  |
| 12  | BM. Cangas                    | 30 | 7  | 4 | 19 | 738 | 831 | –93  | 18  |
| 13  | J.D. Arrate Éibar             | 30 | 7  | 3 | 20 | 759 | 857 | –98  | 17  |
| 14  | BM. Valencia                  | 30 | 7  | 3 | 20 | 838 | 914 | –76  | 17  |
| 15  | Barakaldo C.B.                | 30 | 6  | 3 | 21 | 739 | 870 | –131 | 15  |
| 16  | S.D. Academia Octavio Vigo    | 30 | 5  | 2 | 23 | 710 | 815 | –105 | 12  |

|  | EHF Champions League |
|  | Recopa de Europa     |
|  | Copa EHF             |
|  | Descendido           |

## Estadísticas

### Equipo ideal
Equipo ideal de la Liga Asobal.
| Posición          | Jugador                | Equipo               |
| ----------------- | ---------------------- | -------------------- |
| Portero           | David Barrufet (2)     | FC Barcelona         |
| Portero           | José Javier Hombrados  | BM Ciudad Real       |
| Extremo izquierdo | Juanín García (2)      | Ademar León          |
| Lateral izquierdo | Alberto Entrerríos     | BM Ciudad Real       |
| Central           | Jackson Richardson (2) | Portland San Antonio |
| Lateral derecho   | Ólafur Stefánsson      | BM Ciudad Real       |
| Extremo derecho   | Albert Rocas           | Portland San Antonio |
| Pivote            | Dragan Škrbić (2)      | FC Barcelona         |